# Betty Gilmore
Betty Gilmore (Oklahoma City, ...) è una scrittrice, cantante e poetessa statunitense.

## Biografia
Cresce a Watts, distretto residenziale di Los Angeles, e studia all'Università della California (UCLA). Ha vissuto a Turrialba (Costa Rica), Madrid e Milano, dove vive ancora col marito, lo scultore Davide De Paoli.
I suoi primi amori sono i poeti latinoamericani. Il suo poeta preferito è Garcia Lorca, per la visione del mondo, per l'impegno sociale e per la dolce bellezza delle sue parole. La sua poesia deve molto alla cultura afroamericana e dimostra una forte sensibilità contro il razzismo e il pregiudizio in generale.
Il debutto discografico avviene nel 1967, quando la Gilmore è la voce solista del complesso di musica beat torinese i Plexus, con cui incide il suo primo 45 giri per la West Side e con cui si esibisce dal vivo in vari concerti.
Dal 1995 ha cantato blues tradizionale coll'accompagnimento di un chitarrista, partecipando a numerosi spettacoli, inclusa una tournée di presentazione di un libro basato sulla vita di Robert Johnson, pubblicato della casa editrice Marcos e Marcos.
Nel 1998, ha inciso un cd di musica e poesia con Steve Piccolo (ed. Cox) ed è stata collaboratrice del centro sociale Conchetta a Milano.

## Discografia

### 45 giri
- 1967: Piango come un bambino/Se perdessi te (West Side, WS 8003)